# Hrabstwo Marshall (Illinois)
Hrabstwo Marshall – hrabstwo w Stanach Zjednoczonych, w stanie Illinois. Siedzibą władz hrabstwa jest Lacon.

## Geografia
Według spisu hrabstwo zajmuje powierzchnię 1032 km², z czego 1000 km² stanowią lądy, a 32 km² (3,12%) stanowią wody.

### Sąsiednie hrabstwa
- Hrabstwo Putnam – północ
- Hrabstwo La Salle – wschód
- Hrabstwo Woodford – południe
- Hrabstwo Peoria – południowy zachód

Stan Illinois na mapie USA

- Hrabstwo Stark zachód
- Hrabstwo Bureau – północny zachód

## Historia
Hrabstwo Macon powstało 1839 roku z terenów hrabstwa Putnam. Swoją nazwę obrało na cześć Johna Marshalla, szefa wydział sprawiedliwości w Sądzie Najwyższym Stanów Zjednoczonych, zmarłego w 1835 roku.

## Demografia
Według spisu z 2000 roku hrabstwo zamieszkuje 13 180 osób, które tworzą 5225 gospodarstw domowych oraz 3720 rodzin. Gęstość zaludnienia wynosi 13 osób/km². Na terenie hrabstwa jest 5914 budynków mieszkalnych o częstości występowania wynoszącej 6 budynków/km². Hrabstwo zamieszkuje 98,19% ludności białej, 0,35% ludności czarnej, 0,22% rdzennych mieszkańców Ameryki, 0,25% Azjatów, 0,01% mieszkańców Pacyfiku, 0,25% ludności innej rasy oraz 0,74% ludności wywodzącej się z dwóch lub więcej ras, 1,05% ludności to Hiszpanie, Latynosi lub inni.
W hrabstwie znajduje się 5225 gospodarstw domowych, w których 29,60% stanowią dzieci poniżej 18 roku życia mieszkający z rodzicami, 60,80% małżeństwa mieszkające wspólnie, 6,70% stanowią samotne matki oraz 28,80% to osoby nie posiadające rodziny. 25,00% wszystkich gospodarstw domowych składa się z jednej osoby oraz 12,60% żyje samotnie i ma powyżej 65 roku życia. Średnia wielkość gospodarstwa domowego wynosi 2,47 osoby, a rodziny wynosi 2,95 osoby.
Przedział wiekowy populacji hrabstwa kształtuje się następująco: 23,50% osób poniżej 18 roku życia, 7,20% pomiędzy 18 a 24 rokiem życia, 25,60% pomiędzy 25 a 44 rokiem życia, 24,90% pomiędzy 45 a 64 rokiem życia oraz 18,80% osób powyżej 65 roku życia. Średni wiek populacji wynosi 41 lat. Na każde 100 kobiet przypada 96,00 mężczyzn. Na każde 100 kobiet powyżej 18 roku życia przypada 94,70 mężczyzn.
Średni dochód dla gospodarstwa domowego wynosi 41 576 USD, a średni dochód dla rodziny wynosi 48 061 dolarów. Mężczyźni osiągają średni dochód w wysokości 35 765 dolarów, a kobiety 21 452 dolarów. Średni dochód na osobę w hrabstwie wynosi 19 065 dolarów. Około 3,80% rodzin oraz 5,60% ludności żyje poniżej minimum socjalnego, z tego 6,90% poniżej 18 roku życia oraz 5,40% powyżej 65 roku życia.

## Miasta
- Henry
- Lacon
- Toluca
- Wenona

## Wioski
- Hopewell
- La Rose
- Sparland
- Varna
- Washburn